# Ermida de Nossa Senhora das Mercês (São Mateus da Calheta)

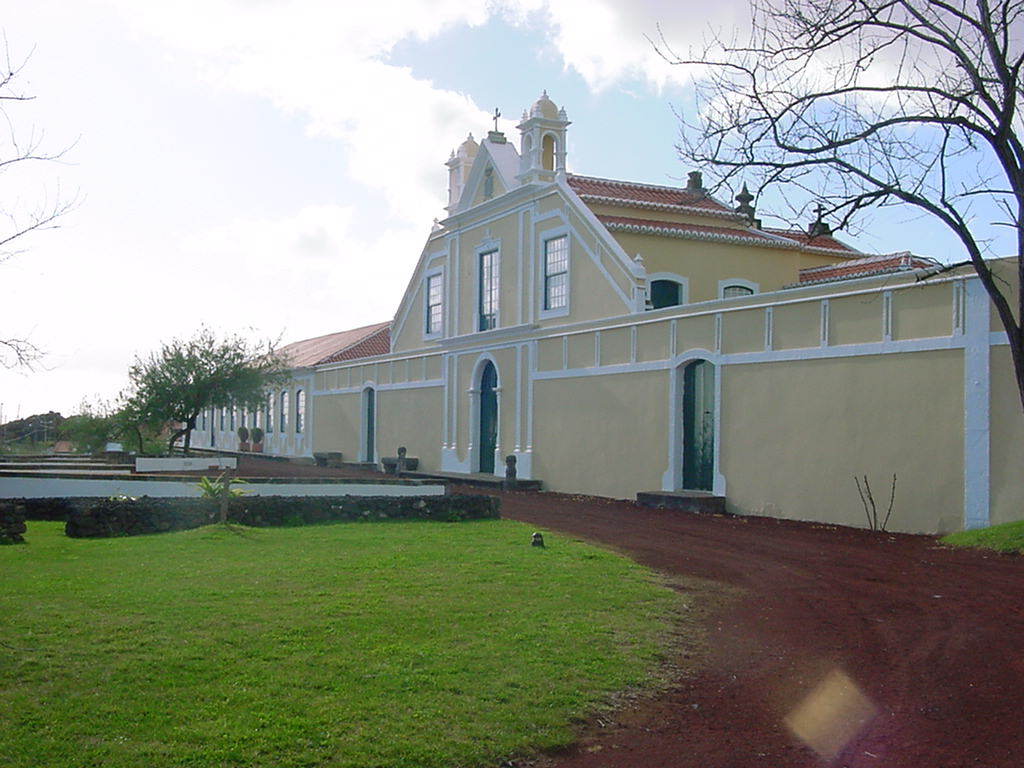
Quinta das Mêrces, Capela.

A Ermida de Nossa Senhora das Mercês é uma ermida que se localiza na freguesia de São Mateus da Calheta, concelho de Angra do Heroísmo, ilha Terceira, arquipélago dos Açores.
Esta ermida foi construída no século XVIII e está inserida na Quinta das Mercês, que actualmente se encontra dedicada ao turismo de habitação.